# Dalila (míssil)
El míssil Delilah és un míssil de creuer o munició vaga desenvolupat a Israel per Israel Military Industries (IMI). Està dissenyat per orientar objectius en moviment i reubicables amb un error circular probable (CEP) d'1 metre (3 ft 3 in). A diferència d'un míssil de creuer típic, que està bloquejat en un objectiu preprogramat abans del llançament, la característica única del míssil Delilah, tal com afirma el fabricant, és poder vagar i vigilar una àrea davant d'un oficial de sistemes d'armes remot, generalment des del llançament d'avions de caça, identifica l'objectiu específic de l'atac.

## Visió general
El nom Delilah havia estat utilitzat per un dron d'atac anti-radiació configurat després de l'objectiu aeri MQM-74 Chukar dels EUA. Va entrar en servei a la Força Aèria Israeliana a mitjans dels anys vuitanta. Aquest dron llançat per aire identifica els llocs de radar, cosa que permet trobar-los i destruir-los. El míssil Delilah és el nom d'una família de míssils construït per IMI. Delilah es va crear inicialment com un esquer aeri, i més tard es va convertir en una arma d'atac ofensiu a la dècada de 1990, utilitzada per avions d'atac F-16 israelians i F-4E millorats. És multiplataforma i té capacitat multi-objectiu. Els seus usos inclouen Air-Surface (AS) i Surface-to-Surface (SS), dirigits a objectius terrestres, vehicles i vaixells marítims, ja siguin estacionaris o en moviment. Està classificat com a míssil guiat multipropòsit de abast mitjà (MRMPGM), com a tot-en-un.
El Delilah és un míssil d'aturada i un míssil de creuer llançat per aire amb un abast de 250 km. Es pot equipar amb una varietat d'ogives que es poden dirigir tant a objectius terrestres com marítims. Disposa d'un motor turboreactor que és capaç de vagar, cosa que li permet orientar-se a amenaces ben amagades a més d'objectius en moviment. La seva maniobrabilitat fa que el míssil sigui ideal per destruir les amenaces dels míssils terra-aire. El pilot automàtic a bord i els sistemes de navegació inercial/posicionament global (INS/GPS) permeten al míssil realitzar la seva missió de manera autònoma. Un enllaç de dades permet la intervenció i la validació de l'objectiu. El míssil Delilah va ser utilitzat per primera vegada en combat per Israel sobre el Líban el juliol i l'agost de 2006 i va ser llançat per avions de caça F-16D. El míssil es pot disparar des de la majoria d'avions, helicòpters o llançadors terrestres. Les seves dimensions compactes permeten que sigui transportat pels helicòpters Sikorsky UH-60 Black Hawk i SH-60B.

## Mssil Delilah-GL
El Delilah-GL és una versió llançada a terra del míssil de creuer Delilah que té un abast de 250 km. Està equipat amb un 30 kg d'ogiva explosiva convencional. Es pot modificar per transportar altres càrregues útils, com ara dispositius de recerca i orientació d'objectius d'infrarojos. Està guiat per GPS i té la capacitat de vagar a la zona de destinació, abans de confirmar l'objectiu mitjançant la intel·ligència visual en temps real.

## Història operativa
El 10 de maig de 2018, es van disparar míssils Delilah contra objectius sirians i iranians, inclosos múltiples sistemes antiaeris, com ara unitats SA-5, SA-22 i SA-2.